# Castelo de Faria
O Castelo de Faria, também designado Povoado do Castelo de Faria e Ruínas do Castelo de Faria e estação arqueológica subjacente, foi um castelo medieval circundado por povoado da idade do ferro localizado na freguesia de Pereira (segundo a DGPC) ou de Gilmonde (segundo o SIPA), no Município de Barcelos, Distrito de Braga, em Portugal.
Um dos mais importantes castelos do Entre Douro e Minho, foi erguido, isolado, no alto de uma elevação na vertente norte do monte da Franqueira, dominando o caminho que ligava Barcelos ao porto de Viana. Atualmente em ruínas, inscreve-se na Região Turística do Alto Minho.
As ruínas do Castelo de Faria e a estação arqueológica subjacente estão classificados como Monumento Nacional desde 1956.

## História

### Antecedentes
A primitiva ocupação humana deste sítio remonta a c. 3.000 a.C., conforme a moderna pesquisa na estação arqueológica, de quando foram identificados restos cerâmicos e pontas de seta. Uma acrópole estaria formada por volta de 2.000 a.C., quando se identificaram restos cerâmicos e fragmentos de machados de bronze. Esta povoação foi sucedida por um castro, cerca de 700 a.C., conforme as estruturas de pedra identificadas fora do castelo: três linhas de muros e um conjunto de habitações de plantas circulares e quadrangulares com os respectivos arruamentos. Fragmentos cerâmicos e outros vestígios remetem a contatos comerciais com povos do Mediterrâneo entre o século V e o século IV a.C.. Outros vestígios apontam a ocupação Romana entre o século I e o VI. Não foram encontradas referências explícitas à ocupação Muçulmana.

### O castelo medieval
A pesquisa arqueológica indica que o primeiro traçado do castelo remonta aos séculos IX a X, no contexto da Reconquista cristã da Península Ibérica. A primeira referência documental ao castelo, menciona que era seu senhor (tenens) Soeiro Mendes da Maia (1099), importante nome da nobreza fundiária do Condado Portucalense. Outra fonte documental indica que D. Afonso Henriques (1112–1185) aí esteve em Janeiro de 1128. Cabeça da chamada Terra de Faria, ao longo do século XII o castelo teve como alcaides nomes importantes como os de Ermígio Riba Douro, Mem de Riba Vizela e Garcia de Sousa.
Teria sido objecto de trabalhos de ampliação e reforço durante o reinado de D. Dinis (1279–1325), conforme os vestígios de uma torre identificados pela pesquisa arqueológica no século XX. A mesma pesquisa identificou também os restos de uma torre que corresponde a um período posterior, à época de D. Fernando (1367–1383).
De acordo com a lenda, o castelo resistiu ao assalto por forças de Castela no início de 1373.
A partir do século XV, com a ascensão ao trono da dinastia de Avis, o castelo perdeu as suas funções defensiva e administrativa para Barcelos, sendo progressivamente abandonado até se arruinar. Parte das suas pedras foi utilizada para a construção do vizinho Convento da Franqueira, erguido no sopé do monte.

### Do século XX aos nossos dias
No século XX, foram empreendidas campanhas de escavação arqueológica (1930, 1932, 1936 e 1949) por iniciativa do Grupo dos Alcaides de Faria Pró-Franqueira, fundada em 1929, com sede em Barcelos. Foram, desse modo, identificados os vestígios de um castro da Idade do Ferro, além dos primeiros muros que remontam à época do Condado Portucalense e colocados a descoberto os remanescentes da torre de menagem de D. Dinis e de outra, de D. Fernando, incluindo todo o sistema defensivo composto pelo circuito da muralha e pela barbacã, evidenciando uma evolução construtiva que, durante a Idade Média aproveitando parte das muralhas existentes, foi ampliada com o acréscimo de novas. Iniciaram, ainda, a reconstrução de uma dessas torres de menagem.
Esses trabalhos contribuíram para que as ruínas do castelo e a estação arqueológica fossem classificados como Monumento Nacional por Decreto publicado em 13 de Julho de 1956.
A pesquisa arqueológica foi retomada modernamente, em 1981, sob a responsabilidade de pesquisadores da Universidade do Porto.

## Características
O castelo, edificado no estilo românico, apresenta a torre de menagem isolada ao centro da praça de armas, delimitada pela cerca interior, medieval. O adarve é de construção posterior.

## A lenda do alcaide de Faria

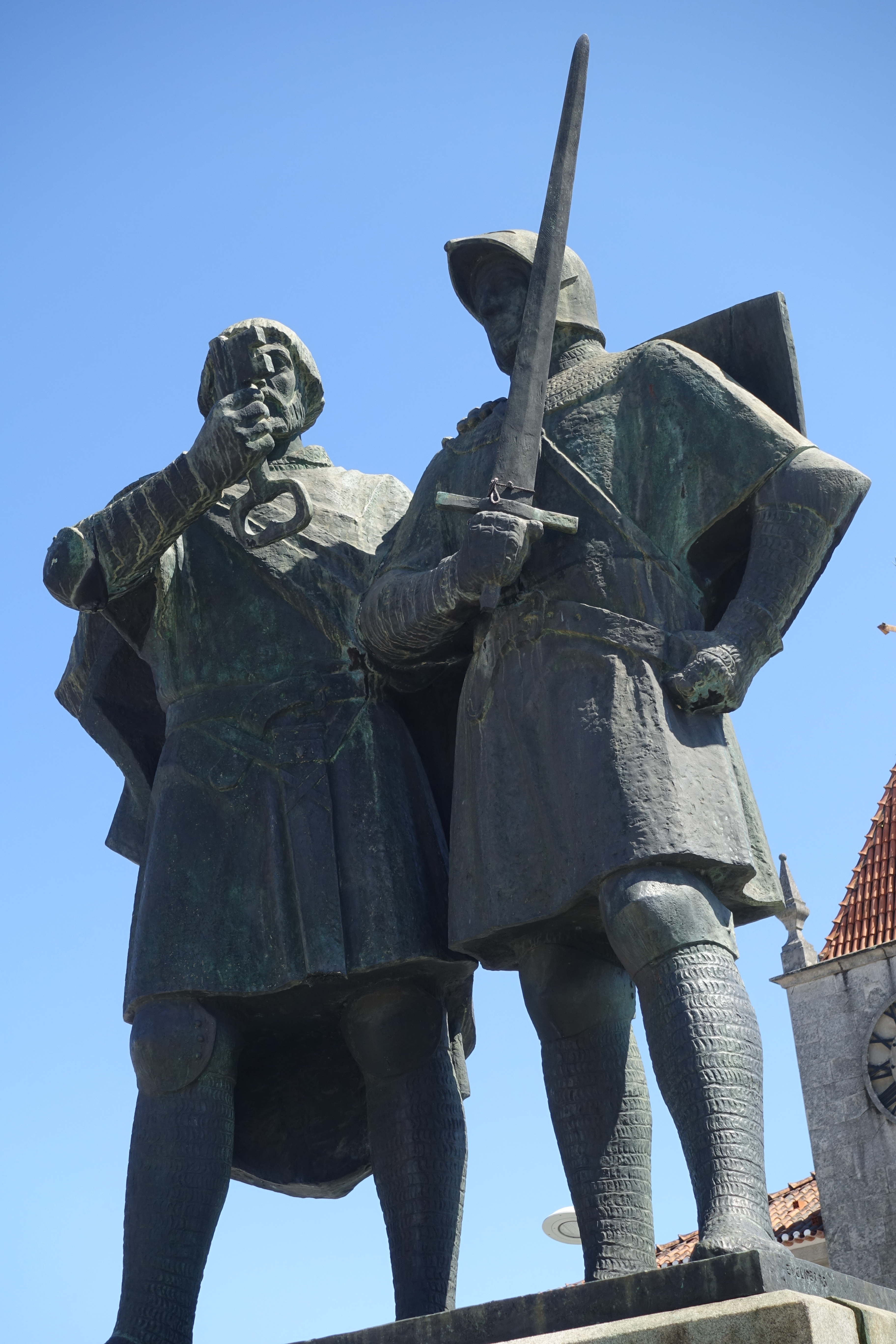
Estátua de Nuno e Gonçalo Gonçalves em Barcelos

Durante o reinado de Fernando I de Portugal (1367–1383), quando da segunda guerra com Castela, a fronteira norte de Portugal foi invadida. As forças do soberano de Castela avançavam por Viseu rumo a Santarém e Lisboa, quando uma segunda coluna, vindo da Galiza penetrou pelo Minho. Saíram-lhe ao encontro forças portuguesas oriundas do Porto e de Barcelos, entre as quais se incluía um destacamento sob o comando de Nuno Gonçalves de Faria, alcaide do Castelo de Faria. Travando-se o encontro na altura de Barcelos, caíram as forças portuguesas, sendo capturado o alcaide de Faria. Com receio de que a liberdade de sua pessoa fosse utilizada como moeda de troca pela posse do castelo, guarnecido pelo seu filho, Gonçalo Nunes de Faria, concebeu um estratagema. Convencendo o comandante de Castela a levá-lo diante dos muros do castelo, a pretexto de convencer o filho à rendição, utilizou a oportunidade assim obtida para exortar o jovem à resistência, sob pena de maldição. Morto pelos castelhanos diante do filho, pelo acto corajoso, o castelo resistiu invicto ao assalto. Vitorioso, o filho, tomou o hábito, vindo o castelo a ser sucedido por um mosteiro.
O episódio foi originalmente narrado por Fernão Lopes e imortalizado por Alexandre Herculano na obra "Lendas e Narrativas".